# Cássia Janeiro
Cássia Janeiro (São Paulo) é uma escritora e educadora brasileira. Entre outros prêmios, foi a primeira sul-americana a ganhar o Prêmio Mundial de Poesia Nósside, chancelado pela Unesco. Foi professora universitária em diversas instituições de Ensino Superior, consultora da Unesco, onde participou da missão brasileira no Timor Leste, e dos programas Alfabetização e Capacitação Solidária. 

## Biografia
Viajou por todo o País elaborando, executando e avaliando projetos e programas socioeducativos. Tem trabalhos publicados no Brasil, na França, na Itália e na Holanda. Faz parte do corpo diretivo da União Brasileira dos Escritores (UBE), membro da Academia Metropolitana de Artes, Ciências e Letras (AMLAC) e da Associação Internacional de Escritores e Artistas. Em 2015 tornou-se embaixadora do Prêmio Mundial Nósside de Poesia no Brasil. É membro da Academia Metropolitana de Letras, Artes e Ciências; e secretária-geral da União Brasileira dos Escritores.[carece de fontes?]

## Prêmios
- Prêmio Contos Brasileiros (1o lugar) - 2019.[carece de fontes?]
- Figura na seleção das mulheres poetas de Rubens Jardim, que tiveram relevância na história da Literatura Brasileira - 2017/2018.[carece de fontes?]
- Prêmio Salon du Livre - (conto "Estação Paraíso") - Paris, 2015.[carece de fontes?]
- II Prêmio Escriba de Literatura. Piracicaba: Ação Cultural, 2015.Cidade de Piracicaba - 2015 (Cônica "O sorvete").[carece de fontes?]
- Prêmio Excelência Literária - Rede Brasileira de Escritoras, 2015 - São Paulo/SP.[carece de fontes?]
- XXX Prêmio Nósside Unesco 2014 - vencedora absoluta - poema "Para que poesia?"[carece de fontes?]
- XXIX Prêmio Nósside Unesco 2013 – poema “Se” premiado[carece de fontes?]
- 21º Prêmio Luiz Vilela de Literatura – categoria contos (conto “O Casal”) – Minas Gerais, 2011[carece de fontes?]
- Título Honorário da Cidade de Vinhedo por contribuição à Educação e à Cultura – 2010[carece de fontes?]
- Mapa Cultural do Estado de São Paulo - Menção Honrosa - Poesia, 2009[carece de fontes?]
- Prêmio Jabuti – finalista na categoria Poesia, 2008[carece de fontes?]
- Prêmio Asabeça de Literatura - finalista publicada em antologia, 2007[carece de fontes?]

### Prêmio Mundial de Poesia Nósside
O Prêmio Mundial Nósside, Plurilinguístico e Multimedial, é o único concurso mundial de poesia, sem fronteiras de línguas e de formas de comunicação e faz parte do Diretório Mundial de Poesia da Unesco. A escritora Cássia Janeiro foi vencedora absoluta na 30ª edição do concurso, em 2014, a primeira sul-americana a vencer o prêmio.[carece de fontes?]

## Obra
Organização
- Cadernos da Faculdade Latino-Americana de Ciências Sociais (Flacso-Brasil). Rio de Janeiro: Flacso Brasil, 2019.

Letrista de CD
- "Tatuagem zen", da cantora, musicista e compositora Fernanda Cabral, com Pablo Guerrero, Lau Siqueira e Chico César, gravado em Madri, João Pessoa, Rio de Janeiro e Brasília, 2018.

Livros
- As filhas de Eva. São Paulo: UBE, 2018. (romance)
- Vida Nova: Educação de Jovens e Adultos. Curitiba: IBEPEX, 2014 (Educação).
- Educação em valores humanos e EJA. Curitiba: IBEPEX, 2010 (Educação).
- A pérola e a ostra. Verus: Campinas, 2007 (Poesia).
- Tijolos de Veneza. Rio de Janeiro: Catedral das Letras, 2005 (Poesia).
- Poemas de Janeiro. São Paulo: Massao Ohno, 1999 (Poesia).

Livros em co-autoria
- População idosa. In: Coleção Caravana em Direitos Humanos. Brasília: SDH/PR; OEI; Flacso Brasil, 2015, em parceria com RIBEIRO, P. R. O.
- Memória e Verdade. Coleção Caravana em Direitos Humanos. Brasília: SDH/PR; OEI; Flacso Brasil, 2015, em parceria com Ivan Akselrud de Seixas.

Antologias
- Dias de hoje, dias de cólera. In:  A cabeça que voa: coletânea dos vencedores do Prêmio Asabeça. São Paulo: Scortecci, 2019.
- Último passeio noturno. In:  Coletânea dos vencedores do Prêmio Contos Brasileiros. São Paulo: Trevo, 2019.
- Vou sentir sua falta. In:  Coletânea de Prosa Mulherio das Letras. São Paulo: Mulherio das Letras, 2018.
- Meu amigo secreto. In: Contos de Amor e dor. São Paulo: UBE, 2018.
- Seria. In: I Antologia Bilíngue Brasil-Holanda. Passo Fundo: Ediziones Mandala, 2015.
- O bom pai. In: Faces não reveladas. Rio de Janeiro: Sol Além Mar, 2015.
- O sorvete. In: Antologia dos vencedores do II Prêmio Escriba de Literatura. Piracicaba: Ação Cultural, 2015.
- Assim escrevem as brasileiras. São Paulo: Scortecci, 2015.
- Ainsi écrivent les bréliliennes. Paris: Divine Édition, 2015.
- Para que poesia? In: Antologia dos vencedores do XXX Prêmio Mundial de Poesia Nósside. Itália, 2015.
- Se. In: Antologia dos vencedores do XXIX Prêmio Mundial de Poesia Nósside. Itália, 2014.
- O que sobrou. In: Antologia dos vencedores do concurso Asabeça. São Paulo: Scortecci, 2007.